# اصطلاح‌نامه
اصطلاح‌نامه (به انگلیسی: thesaurus) یک اثر مرجع است که واژه‌ها را بر اساس مشابهت معنایی (شامل مترادف‌ها و گاهی متضادها) گروه‌بندی می‌کند، برخلاف فرهنگ لغت یا واژه‌نامه که تعاریف واژه‌ها را ارائه می‌دهد و آنها را عموماً بر اساس نظم الفبایی فهرست می‌کند. هدف اصلی چنین آثاری برای کاربران، یافتن واژه یا واژه‌هایی است که به مناسب‌ترین شکل یک ایده را بیان می‌کنند (به نقل از پیتر مارک روژه، طراح شناخته‌شده‌ترین اصطلاح‌نامه به زبان انگلیسی).
از دیگر تفاوت‌های واژه‌نامه و اصطلاح‌نامه این است که اصطلاح‌نامه روابط مابین واژه‌ها را نشان می‌دهد، ولی واژه‌نامه فقط فهرستی از واژه‌ها و تعاریف و معانی آن‌ها را نشان می‌دهد.

## انواع روابط بین واژه‌ها در اصطلاح‌نامه‌ها

### روابط ترجیحی
در این حالت واژگان مترادف مانند دو واژه راهبرد و استراتژی که دارای یک مفهوم هستند و این که کدام یک برای بیان مفهوم نسبت به دیگری ترجیح دارد نشان داده می‌شود

### روابط سلسله مراتبی
در این حالت واژگان اعم و اخص مانند دو واژه وسایل نقلیه و خودرو که نسبت به هم رابطه اعم و اخص دارند نشان داده می‌شود

### روابط همبستگی
در این حالت واژگانی که به نوعی با یکدیگر ارتباط دارند نشان داده می‌شوند مانند دو واژه آهن و مس.